# Lew Pontriagin
Lew Siemionowicz Pontriagin, ros. Лев Семёнович Понтрягин (ur. 21 sierpnia?/3 września 1908 w Moskwie, zm. 3 maja 1988 tamże) – matematyk rosyjski.

## Życiorys
W 1922 roku w wieku 14 lat uległ wypadkowi, w wyniku którego stracił wzrok. Mimo tego, dzięki pomocy matki ukończył w wieku 21 lat Moskiewski Uniwersytet Państwowy im. M.W. Łomonosowa i stał się jednym z najwybitniejszych matematyków XX wieku. W 1934 został pracownikiem naukowym Instytutu Matematycznego im. Stiekłowa Akademii Nauk ZSRR, w 1935 uzyskał tytuł doktora i profesora, od 1939 był członkiem korespondentem, a od 1958 akademikiem Akademii Nauk ZSRR. W 1953 został honorowym członkiem Londyńskiego Towarzystwa Matematycznego. Od 1970 do 1974 był wiceprzewodniczącym Komitetu Wykonawczego Międzynarodowego Związku Matematycznego.
Został pochowany na Cmentarzu Nowodziewiczym.

## Dziedziny aktywności matematycznej Pontriagina
- gry różniczkowe
- równania różniczkowe zwyczajne
- sterowanie optymalne
- teoria grup topologicznych
- teoria operatorów
- teoria wymiaru
- topologia algebraiczna

## Pontriagin a dydaktyka matematyki
Pontriagin nie uczył bezpośrednio na poziomie niższym niż akademicki. Nie były mu jednak obojętne potrzeby młodego uzdolnionego człowieka. Dlatego napisał kilka książek, które miały przybliżyć uczniom szkół średnich matematykę wyższą (algebrę i analizę):
- Обобщения чисел (Uogólnienia liczb) 1986
- Математический анализ для школьников (Analiza matematyczna dla uczniów) 1983

Seria Знакомство с высшей математикой
- Метод координат (Metoda współrzędnych) 1987, wyd. polskie WSiP 1995
- Метод бесконечно малых (Metoda nieskończenie małych) 1987, wyd. polskie WSiP 1995
- Алгебра (Algebra) 1987
- Дифференциальные уравнения и их приложения (Równania różniczkowe i ich zastosowania) 1988

Napisał także kilka artykułów dla czasopisma popularnonaukowego dla młodzieży Kwant.

## Nagrody i odznaczenia
- Medal Sierp i Młot Bohatera Pracy Socjalistycznej (13 marca 1969)
- Order Lenina (czterokrotnie, 1953, 1967, 1969 i 1978)
- Order Rewolucji Październikowej (1975)
- Order Czerwonego Sztandaru Pracy (1945)
- Nagroda Stalinowska II stopnia (1941)
- Nagroda Leninowska (1962)
- Nagroda Państwowa ZSRR (1975)
- Order Znak Honoru (1940)
- Medal „Za ofiarną pracę w Wielkiej Wojnie Ojczyźnianej 1941–1945” (1946)
- Nagroda im. Łobaczewskiego (1966)
- Medal „W upamiętnieniu 800-lecia Moskwy” (1948)
- Medal 100-lecia urodzin Lenina (1970)

## Polskie tłumaczenia książek Pontriagina
- Lew Pontriagin: Metoda współrzędnych. Warszawa: WSiP, 1995. ISBN 83-02-05257-4. Brak numerów stron w książce
- Lew Pontriagin: Metoda nieskończenie małych. Warszawa: WSiP, 1995. ISBN 83-02-05620-0. Brak numerów stron w książce
- Lew Pontriagin: Grupy topologiczne. Warszawa: PWN, 1961. Brak numerów stron w książce
- Lew Pontriagin: Równania różniczkowe zwyczajne. Warszawa: PWN, 1964. Brak numerów stron w książce
- Lew Pontriagin: Wstęp do topologii kombinatorycznej. Warszawa: PWN, 1961. Brak numerów stron w książce
- Pontriagin L.S., Gamkrelidze R.V., Miszczenko E.F, Bołtiański W.G.: Matematyczna teoria procesów optymalnych. Warszawa: Wydawnictwo MON, 1968. Brak numerów stron w książce